# 兴梵寺
37°23′25″N 112°27′01″E / 37.39028°N 112.45028°E
兴梵寺位于中国山西省祁县东观镇东观中学内，2006年被列为第六批全国重点文物保护单位。
兴梵寺始建于北宋天圣三年（1025年），原址位于东观镇西管村，清康熙二十六年（1687年）迁于现址，现仅存大雄宝殿，为宋代原构。大殿面阔五间，进深六椽，单檐歇山顶。